# Breguet Alizé
Breguet Alizé ou Br. 1050 Alizé é um modelo de avião anti-submarino produzido pela Breguet.

## Especificações
Dados de: Jane's Civil and Military Upgrades 1994-95.
Descrições gerais
- Tripulação: 3 - piloto, operador de radar e navegador
- Comprimento: 13,86 m (45 ft)
- Envergadura: 15,60 m (51 ft)
- Altura: 5 m (16 ft)
- Área alar: 36 m² (388 ft²)
- Peso vazio: 5 700 kg (12 600 lb)
- Peso de decolagem: 8 200 kg (18 100 lb)

Motorização
- Número de motores: 1x
- Tipo do motor: Turboélice
- Fabricante/modelo: Rolls-Royce Dart RDa.7 Mk 21
- Potência por motor: 2 100 hp (1 570 kW)

Performance
- Velocidade máxima: 518 km/h (322 mph)
- Velocidade total em Nó: 279,5 kn (518 km/h)
- Alcance bélico: 2 500 km (1 550 mi)
- Autonomia: 5.1 hs
- Razão de subida: 7,0 m/s
- Tecto de serviço: 8 000 m (26 200 ft)
- Carga alar: 229 kg/m²

Armamentos
- Bombas: Torpedos ou cargas de profundidade em baia interna.
- Bombas dos pilones: Bombas, cargas de profundidade, foguetes ou mísseis em pilones embaixo das asas.